# Золотарёв, Сергей Алексеевич
Сергей Алексеевич Золотарёв (1 [13] августа 1872, Рыбинск — 1940-е, ГУЛАГ) — русский педагог и историк литературы, краевед.

## Биография
Родился 1 (13) августа 1872 года. Старший ребёнок в семье рыбинского кладбищенского священника Алексея Алексеевича Золотарёва, впоследствии протоиерея Спасо-Преображенского собора. Брат журналиста, заведующего Тургеневской библиотекой в Париже Николая (1877—1915), литературного критика, публициста, общественного деятеля и религиозного философа Алексея (1879—1950), антрополога и этнографа Давида (1885—1935) Золотарёвых.
Окончил Рыбинскую мужскую классическую гимназию, затем Историко-филологический факультет Московского университета (1895). В 1895—1896 годах был домашним учителем у графа Палена. В течение двух лет преподавал литературу в Прибалтийской учительской семинарии в Гольдингене, затем, с 1899 года — в частном коммерческом училище Н. Миронова в Риге. За руководство движением студентов во время революции 1905 года был выслан из Прибалтики. С 1906 года жил в Санкт-Петербурге, где читал лекции в народном университете, председательствовал в Петербургском педагогическом обществе. Как председатель неодобренного властями Педагогического съезда им. К. Д. Ушинского в 1914 году был уволен из системы Министерства народного просвещения.
После Октябрьской революции организовывал и проводил учительские съезды, был постоянным корреспондентом педагогических журналов «Трудовая школа» и «Семья и школа», преподавал литературу в Ленинградском университете (1921—1926, профессор), Академии художеств, высших военных заведениях. Отстаивал идею кооперативной школы. Был одним из организаторов рыбинского землячества, семейно-педагогического кружка (1904—1918), Рыбинского научного общества, участвовал в рыбинских краеведческих съездах.
В 1936 году был арестован по необоснованному обвинению. В марте 1937 года осуждён спецколлегией Ленинградского областного суда по статье 58, пункт 10, часть 1 (антисоветская агитация). Погиб в лагерях — дата (по одним данным — 1941, по другим — 1943 год) и место точно не установлены. Реабилитирован в феврале 1990 года.